# Manfred Zöllmer

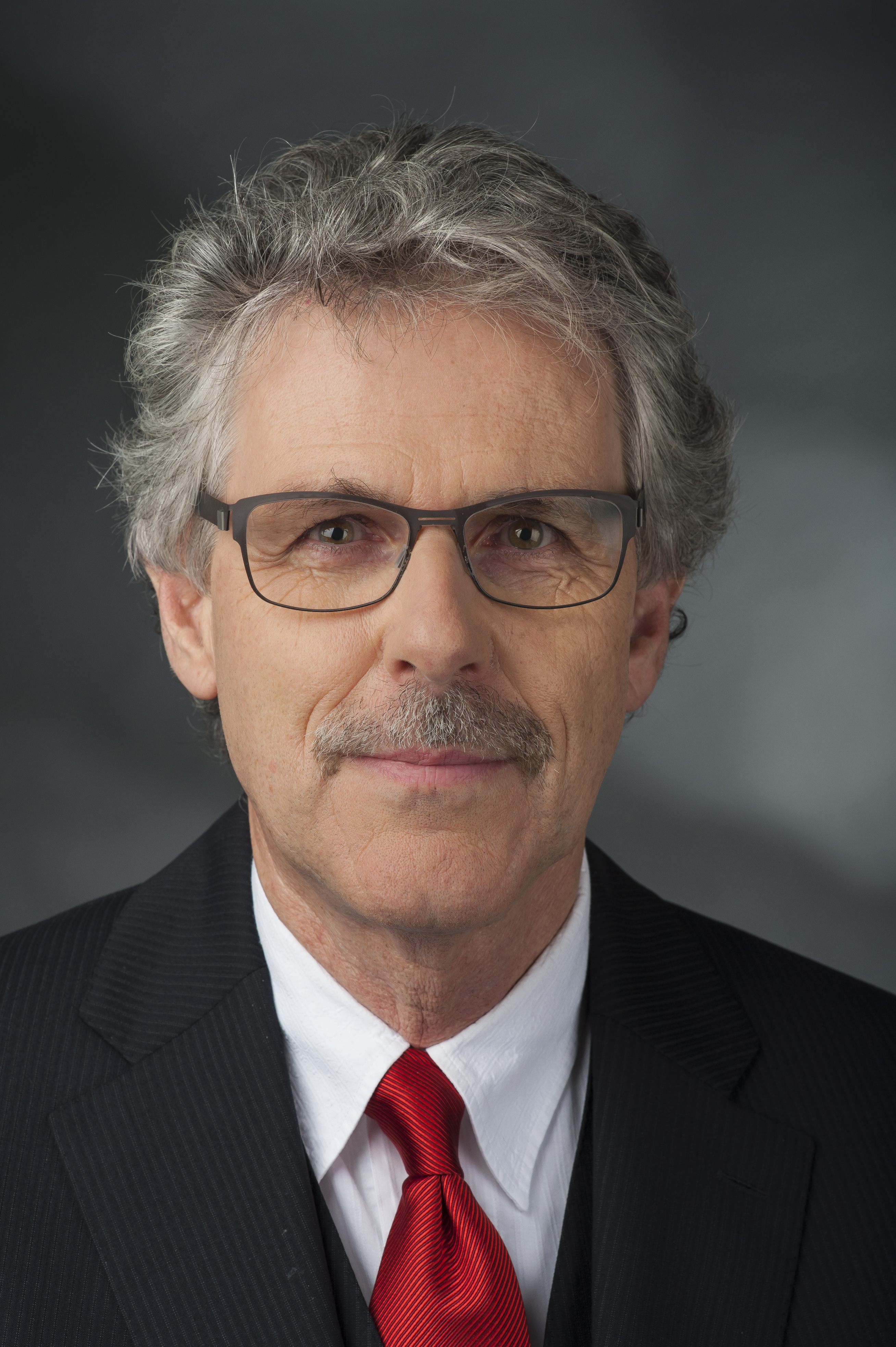
Manfred Zöllmer (2013)

Manfred Helmut Zöllmer (* 29. August 1950 in Bülkau) ist ein deutscher Politiker (SPD).
Er war von Oktober 2002 bis 2017 Mitglied des Deutschen Bundestages und ab 2009 im Finanzausschuss tätig.

## Leben und Beruf
Nach dem Abitur 1970 am Max-Planck-Gymnasium in Dortmund absolvierte Zöllmer ein Studium der Volkswirtschaftslehre, der Betriebswirtschaftslehre und der Sozialwissenschaften an der Ruhr-Universität Bochum, welches er 1976 mit dem ersten Staatsexamen für das Lehramt an Gymnasien beendete. 1977 legte er auch das zweite Staatsexamen ab und war seitdem als Lehrer am Bergischen Kolleg in Wuppertal tätig. Ab 1998 war er hier Studiendirektor und stellvertretender Schulleiter.

## Partei
Zöllmer trat 1972 in die SPD ein und gehört seit 2000 dem Vorstand des SPD-Unterbezirks Wuppertal an. Er war außerdem Sprecher des Gesprächskreises Verbraucherpolitik der Friedrich-Ebert-Stiftung.

## Abgeordneter
Von 1989 bis 2002 gehörte er dem Rat der Stadt Wuppertal an und war hier von 1999 bis 2002 Vorsitzender der SPD-Ratsfraktion.
Ab 2002 war Zöllmer Mitglied des Deutschen Bundestages. Hier war er von Oktober 2004 bis November 2005 stellvertretender Sprecher der Arbeitsgruppe Verbraucherschutz, Ernährung, Landwirtschaft der SPD-Bundestagsfraktion. Von November 2005 bis September 2009 war er stellvertretender Vorsitzender des Ausschusses für Ernährung, Landwirtschaft und Verbraucherschutz. Nach seiner Wiederwahl im Jahr 2009 war er Mitglied im Ausschuss für Finanzen und stellvertretender Vorsitzender der Deutsch-Brasilianischen Parlamentariergruppe. Ab 2012 war er außerdem stellvertretender finanzpolitischer Sprecher der SPD-Bundestagsfraktion. Im 18. Deutschen Bundestag war er Mitglied im Gremium nach § 23c Absatz 8 Zollfahndungsdienstgesetz.
Weitere Mitgliedschaften und Funktionen:
- Mitglied im Finanzausschuss
- Mitglied in der fraktionsinternen Arbeitsgruppe für Finanzen
- Mitglied in der fraktionsinternen Arbeitsgemeinschaft Kommunalpolitik.
- Mitglied in der fraktionsinternen Arbeitsgemeinschaft Weltwirtschaft.
- Stellv. Mitglied im Ausschuss für wirtschaftliche Zusammenarbeit und Entwicklung.